# Старосільська сільська рада (Рокитнівський район)
Старосільська сільська́ ра́да — орган  місцевого самоврядування  Старосільскої сільської громади в Рокитнівському районі Рівненської області. Адміністративний центр — село Старе Село.

## Загальні відомості
- Старосільська сільська рада утворена в 1940 році.
- Територія ради: 152,605 км²
- Населення ради: 4 575 осіб (станом на 2001 рік)

## Населені пункти
Сільській раді підпорядковані населені пункти:
- с. Старе Село
- с. Дроздинь

## Склад ради
Рада складається з 22 депутатів (всі позапартійні, самовисуванці) та голови.
- Голова ради: Ковалець Григорій Степанович, позапартійний, висунутий політичною партією «Українське об'єднання патріотів — УКРОП»[2]
- Секретар ради: Сергійчук Сергій Петрович, позапартійний, самовисуванець.
- Заступник голови: Соловець Микола Гнатович, позапартійний, самовисуванець.

### Керівний склад попередніх скликань
| Прізвище, ім'я, по батькові  | Основні відомості                                                                       | Дата обрання | Дата звільнення |
| ---------------------------- | --------------------------------------------------------------------------------------- | ------------ | --------------- |
| Пишняк Петро Андрійович      | Сільський голова, 1958 року народження, член Української Народної Партії                | 26.03.2006   | 31.10.2010      |
| Ковалець Григорій Степанович | Сільський голова, 1958 року народження, освіта середня спеціальна, член Партії регіонів | 19.06.2011   | 25.10.2015      |

Примітка: таблиця складена за даними сайту Верховної Ради України